# Логінов Ігор Борисович
Ігор Борисович Логінов (нар. 9 лютого 1960, Київ) — український дипломат. Генеральний консул України в Торонто (2000-2001). Надзвичайний і Повноважний Посол України в Ірані (2006-2010).

## Біографія
Народився 9 лютого 1960 року в Києві. У 1982 році закінчив Інститут міжнародних відносин Київського національного університету імені Тараса Шевченка, факультет міжнародних відносин.
У 2000—2001 — Генеральний консул України в Торонто.
З 20 грудня 2006 року — 5 лютого 2010 року — Надзвичайний і Повноважний Посол України в Ірані.
19 березня 2007 року — передав копії вірчих грамот Міністру закордонних справ Ірану Манучехру Моттакі.
З 2014 — посол з особливих доручень департаменту міжнародної безпеки та роззброєння Міністерства закордонних справ України.